# Never, Neverland
Never, Neverland es el segundo álbum de estudio de la banda canadiense de thrash metal Annihilator. Fue lanzado en 1990.

## Lista de canciones
Todas las canciones escritas y compuestas por Jeff Waters. 
| N.º | Título             | Duración |  |
| 1.  | «The Fun Palace»   | 5:51     |  |
| 2.  | «Road to Ruin»     | 3:42     |  |
| 3.  | «Sixes and Sevens» | 5:20     |  |
| 4.  | «Stonewall»        | 4:50     |  |
| 5.  | «Never, Neverland» | 5:29     |  |
| 6.  | «Imperiled Eyes»   | 5:27     |  |
| 7.  | «Kraf Dinner»      | 2:41     |  |
| 8.  | «Phantasmagoria»   | 3:59     |  |
| 9.  | «Reduced to Ash»   | 3:09     |  |
| 10. | «I Am in Command»  | 3:34     |  |

| Canciones extra de los relanzamientos de 1998 y 2003 |                                             |          |  |
| N.º                                                  | Título                                      | Duración |  |
| 11.                                                  | «Kraf Dinner» (Demo)                        | 4:18     |  |
| 12.                                                  | «Mayhem» (Demo of Reduced to Ash)           | 2:54     |  |
| 13.                                                  | «Freed from the Pit» (Demo of Road to Ruin) | 3:45     |  |

## Formación
- Jeff Waters- guitarras, percusión
- Coburn Pharr- voz principal
- David Scott Davis- guitarra
- Wayne Darley- bajo
- Ray Hartmann- batería